# Sensō-ji
Il Sensō-ji (金龍山浅草寺?, Kinryū-zan Sensō-ji) è un complesso templare buddista situato nel quartiere Asakusa di Tōkyō, in Giappone. È il tempio più antico della città, e uno dei più importanti. Un tempo appartenente alla setta Tendai, si rese indipendente dopo la seconda guerra mondiale. Vicino al tempio si trova il santuario Asakusa.

## Storia
Il tempio è dedicato al bodhisattva Kannon (Avalokiteśvara). Secondo una leggenda, nel 628 due pescatori, Hinokuma no Hamanari e Hinokuma no Takenari, trovarono una statua d'oro di Kannon nel fiume Sumida. Il capo del villaggio, Haji no Nakatomo, riconobbe la sacralità della statua e decise di conservarla nella sua casa ad Asakusa, opportunamente trasformata in tempio in modo che tutti potessero venerarla.
Il primo vero tempio dedicato alla statua fu costruito nel 645. Durante i primi anni dell'era Tokugawa, fu scelto da Tokugawa Ieyasu come tempio tutelare del suo clan. Il santuario Nishinomiya, legato al culto di Inari, si trova all'interno del complesso del Sensō-ji. Sul torii che indica l'accesso al santuario è stata applicata una targa che riporta la lista di coloro che hanno contribuito alla costruzione del torii, avvenuta nel 1727.
Nel corso della seconda guerra mondiale, il tempio fu colpito da bombardamenti aerei e raso al suolo. Venne in seguito ricostruito, ed è considerato oggi un simbolo di rinascita e di pace dai giapponesi. In particolare, un albero è cresciuto all'interno del tronco di un precedente albero, distrutto dai bombardamenti, diventando perciò un simbolo di questa rinascita.

## Caratteristiche principali
Il Sensō-ji è il luogo in cui si svolge uno dei più grandi e importanti festival giapponesi, il Sanja Matsuri, che si tiene nella primavera inoltrata e dura dai tre ai quattro giorni. Il numero di persone che accorrono all'evento è tale che le strade vicine al tempio vengono chiuse al traffico per agevolare il flusso della folla.
L'entrata del tempio è contrassegnata dalla famosa Kaminarimon, la "porta del tuono". Essa ospita un'enorme lanterna di carta, dipinta di rosso con caratteri di colore nero. Dalla Kaminarimon si estende la Nakamise-doori, una strada affollata di negozi, fino alla Hōzōmon (la "porta della casa del tesoro"), che costituisce l'entrata vera e propria al recinto del tempio. Qui si trovano un'imponente pagoda a cinque piani e il padiglione principale con la statua di Kannon.
Il Sensō-ji è una meta turistica molto frequentata, sia dai giapponesi che dagli stranieri. Di conseguenza, nei suoi dintorni sono sorti diversi negozi specializzati nella vendita di oggetti tradizionali della cultura giapponese, così come ristoranti che offrono cibo tradizionale giapponese (ramen, sushi, tempura, ecc.). La Nakamise-doori, in particolare, è costeggiata da una lunga fila di negozietti che vendono ventagli, ukiyo-e, kimono, rotoli buddisti, dolci tipici, senza dimenticare oggetti più moderni ma altrettanto iconici come pupazzetti di Godzilla, magliette personalizzate e accessori per cellulari. Molti di questi negozi sono gestiti dagli eredi di antichi proprietari, che hanno iniziato la loro attività grazie alle entrate economiche assicurate dal grande flusso di pellegrini al tempio.
Nel tempio si trovano molti distributori di omikuji, e un giardino nel tradizionale stile giapponese.

## Nakamise-dōri
La Nakamise-dōri (仲見世通り?) è la strada che collega la Kaminarimon all'entrata del tempio, costituita dalla Hōzōmon. Si dice che la Nakamise-doori sia sorta nei primi anni del XVIII secolo, quando gli abitanti del luogo ottennero il permesso di aprire i propri negozi nelle vicinanze del tempio. Nel maggio del 1885 il governo di Tōkyō ordinò la chiusura di tutti i negozi e, a dicembre dello stesso anno, la zona venne ricostruita in mattoni. Molti negozi vennero distrutti a causa del grande terremoto del Kantō del 1923. Ricostruiti in cemento nel 1925, vennero rasi al suolo nuovamente dai bombardamenti avvenuti durante la seconda guerra mondiale.
La strada è lunga circa 250 metri, e annovera circa 90 negozi.

## Galleria d'immagini

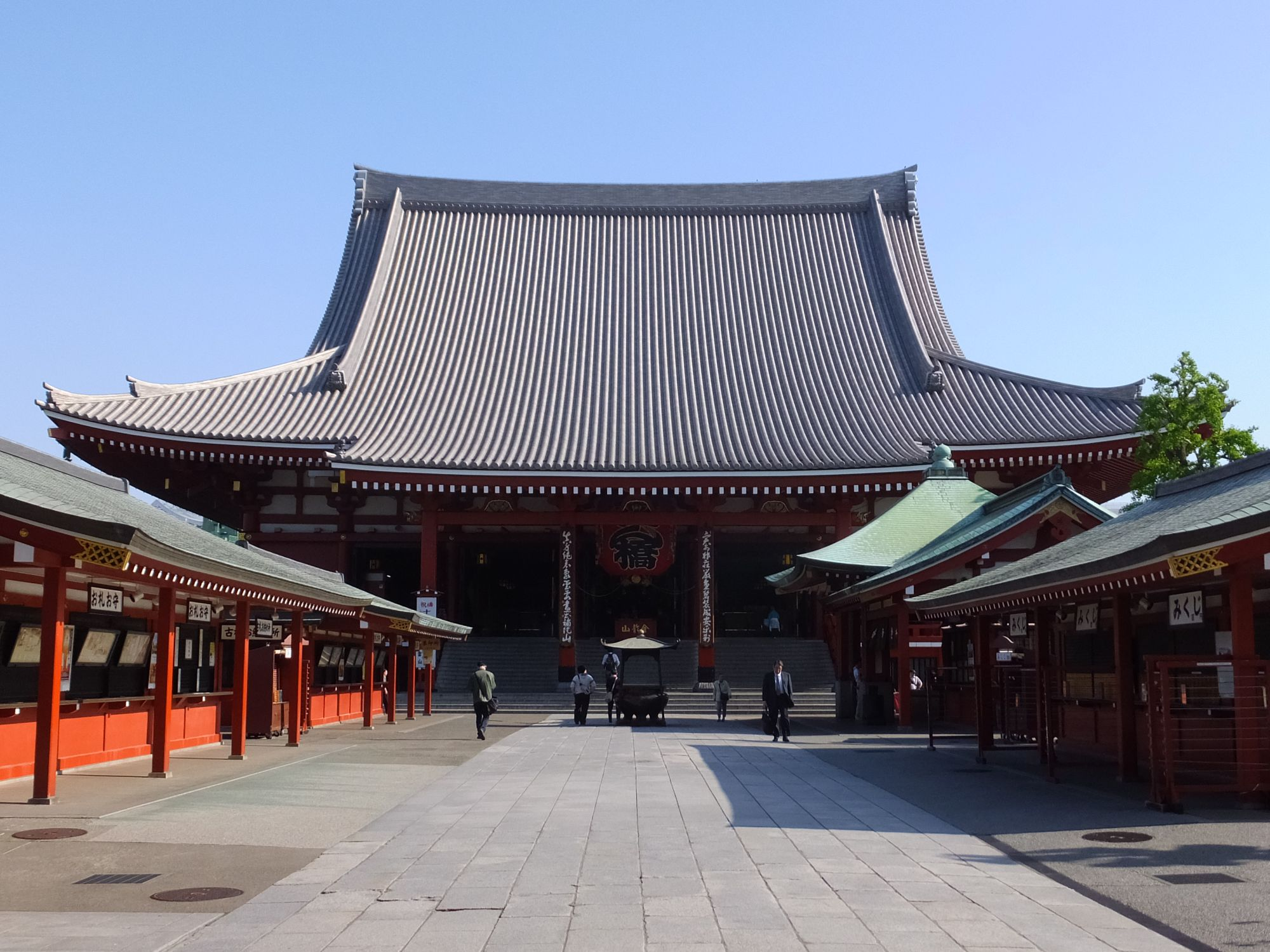
Hondō
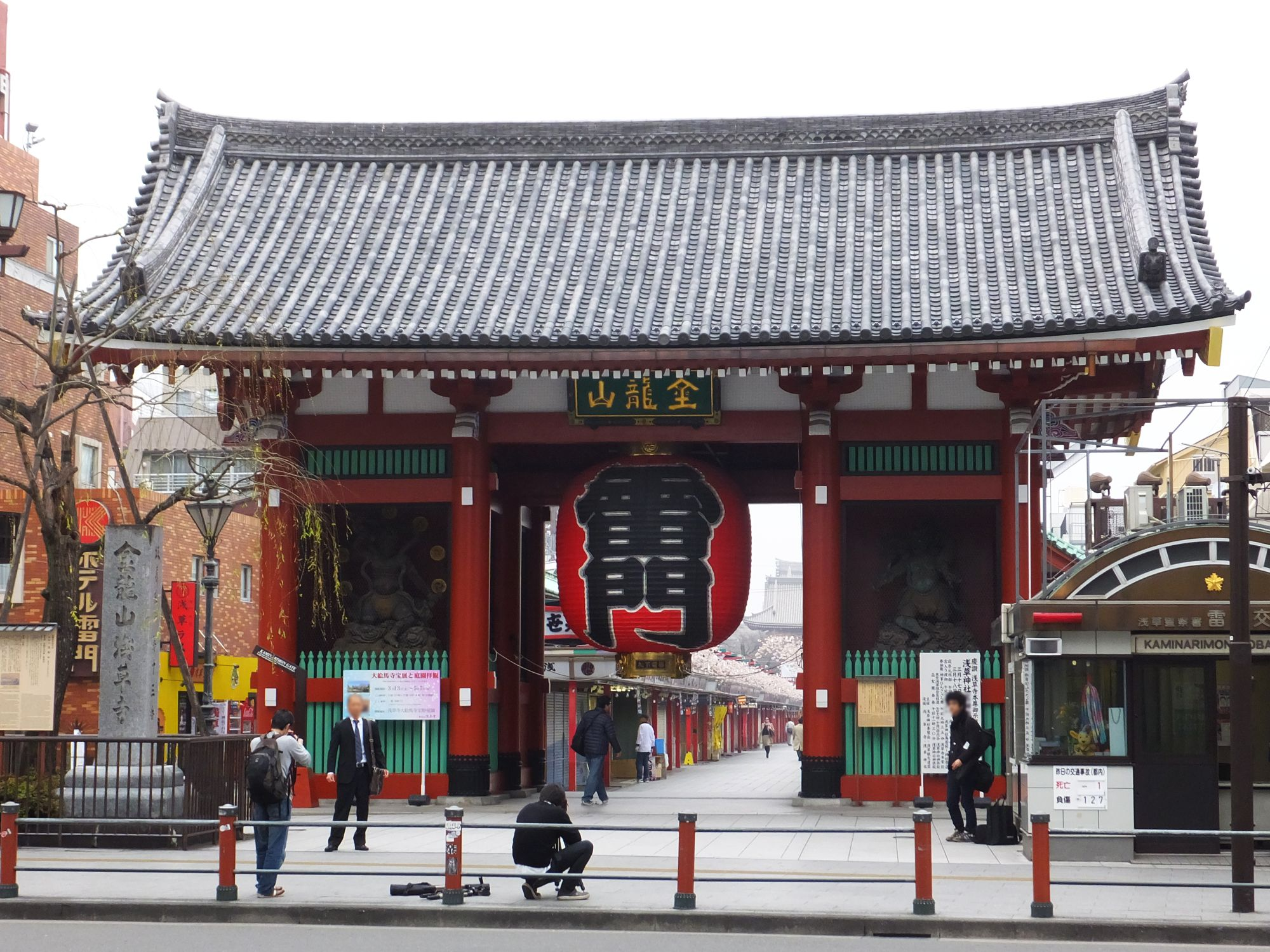
Kaminarimon
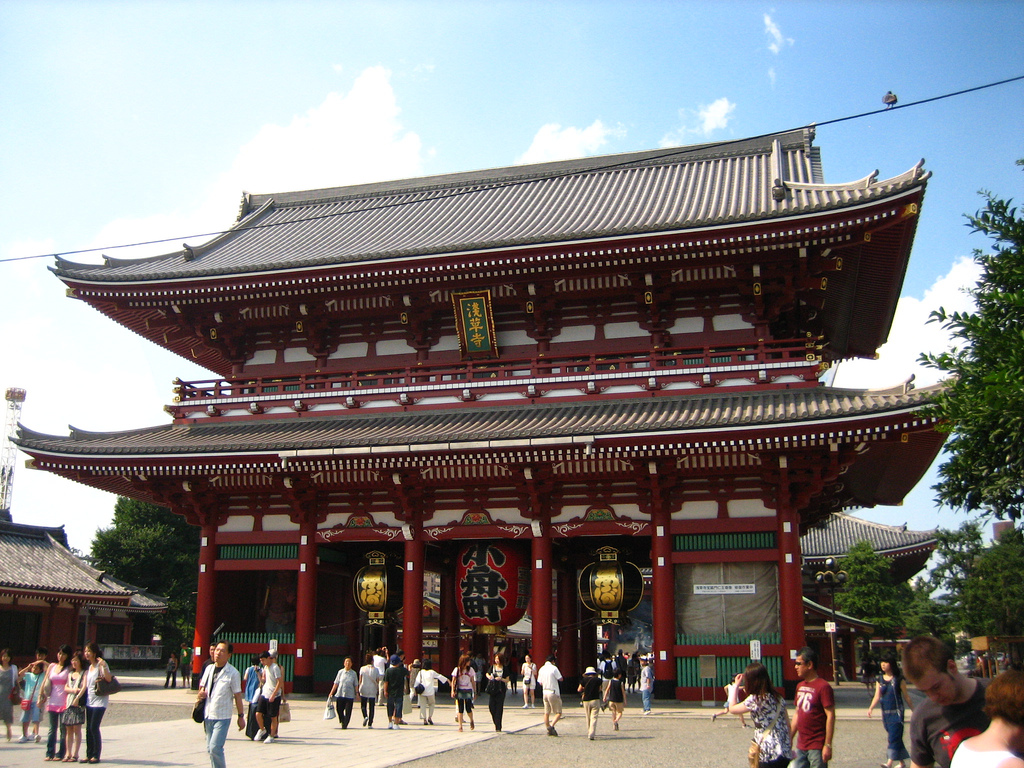
Hōzōmon
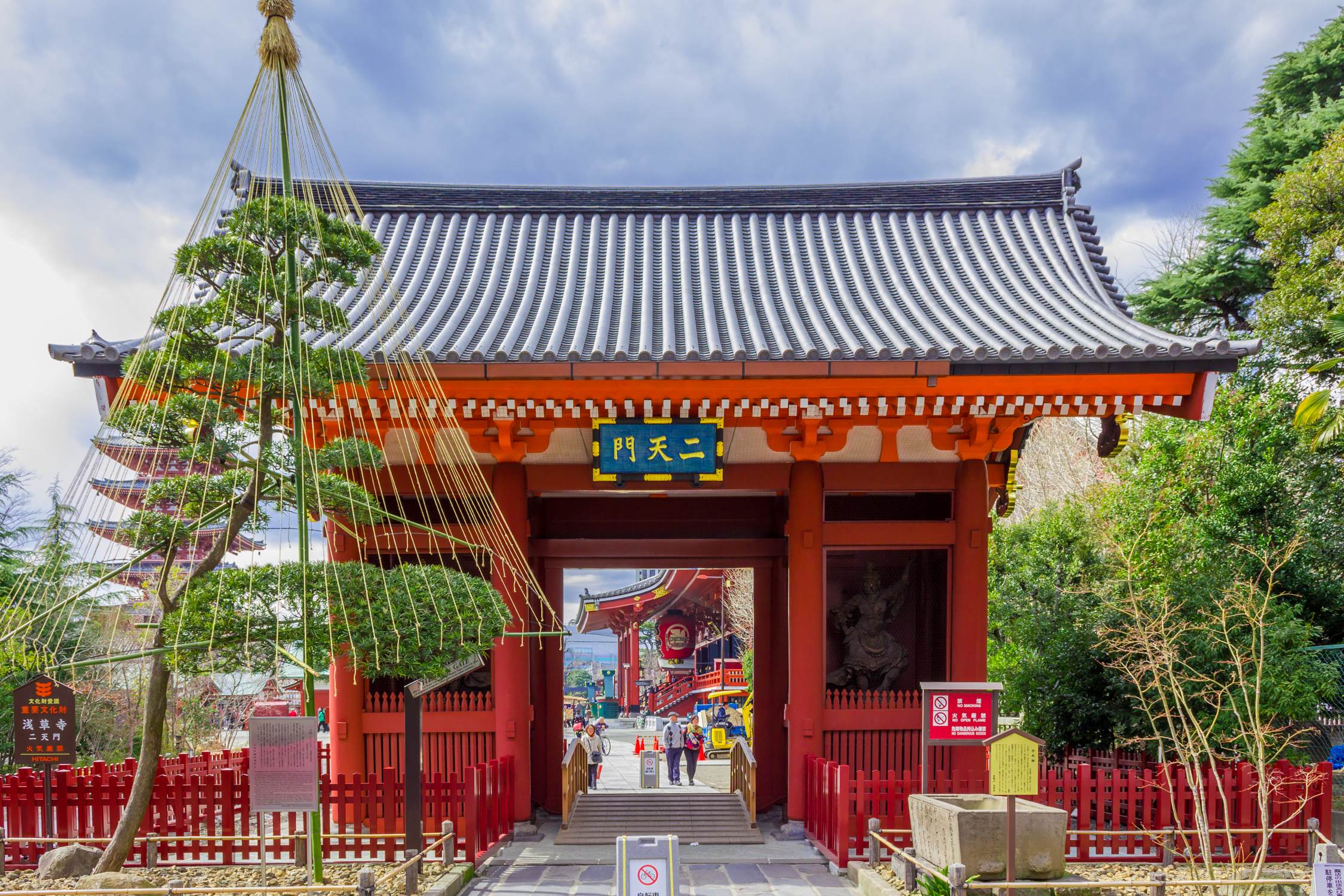
Nitenmon
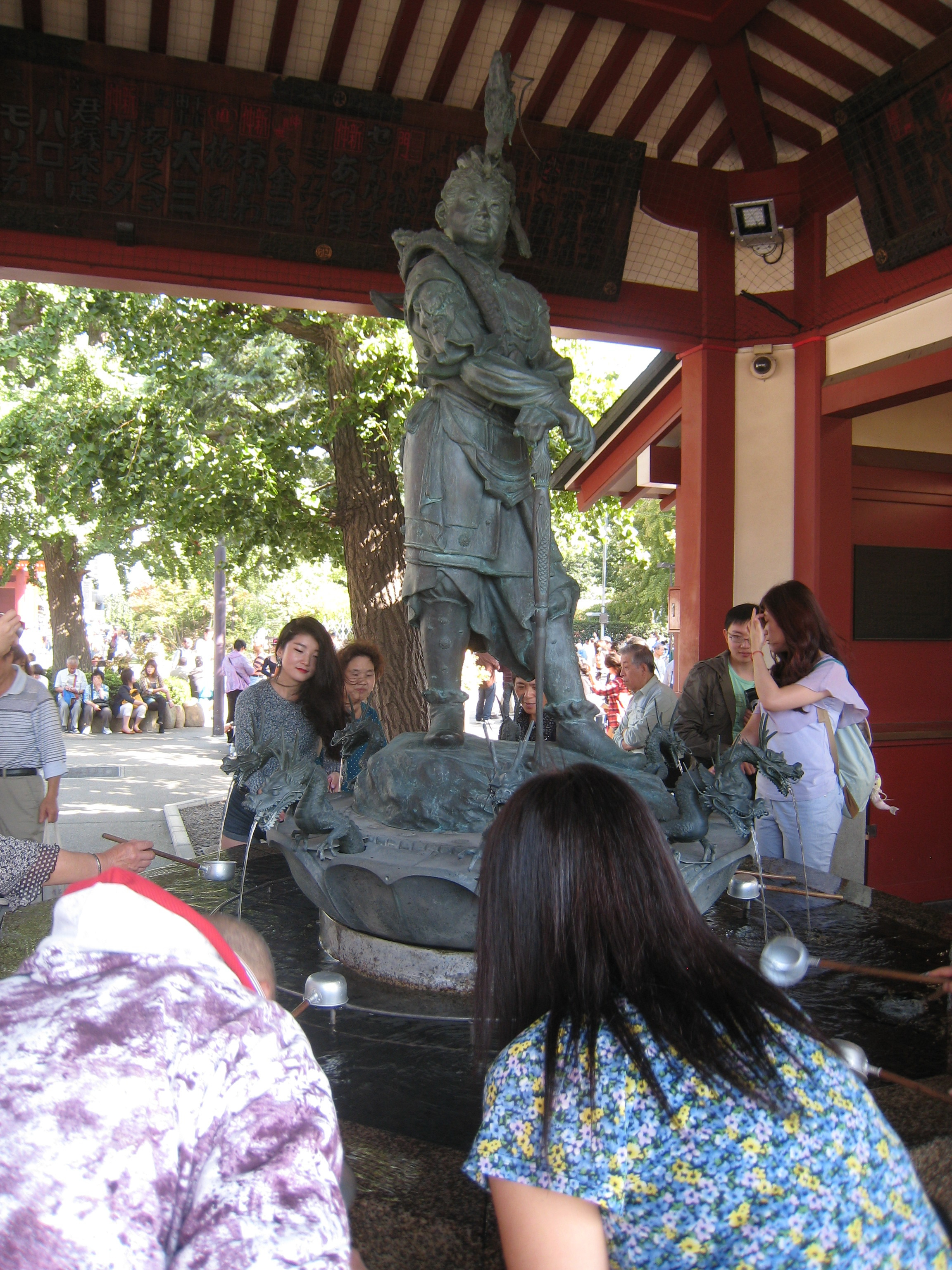
Fontana per il rito dell'aspersione
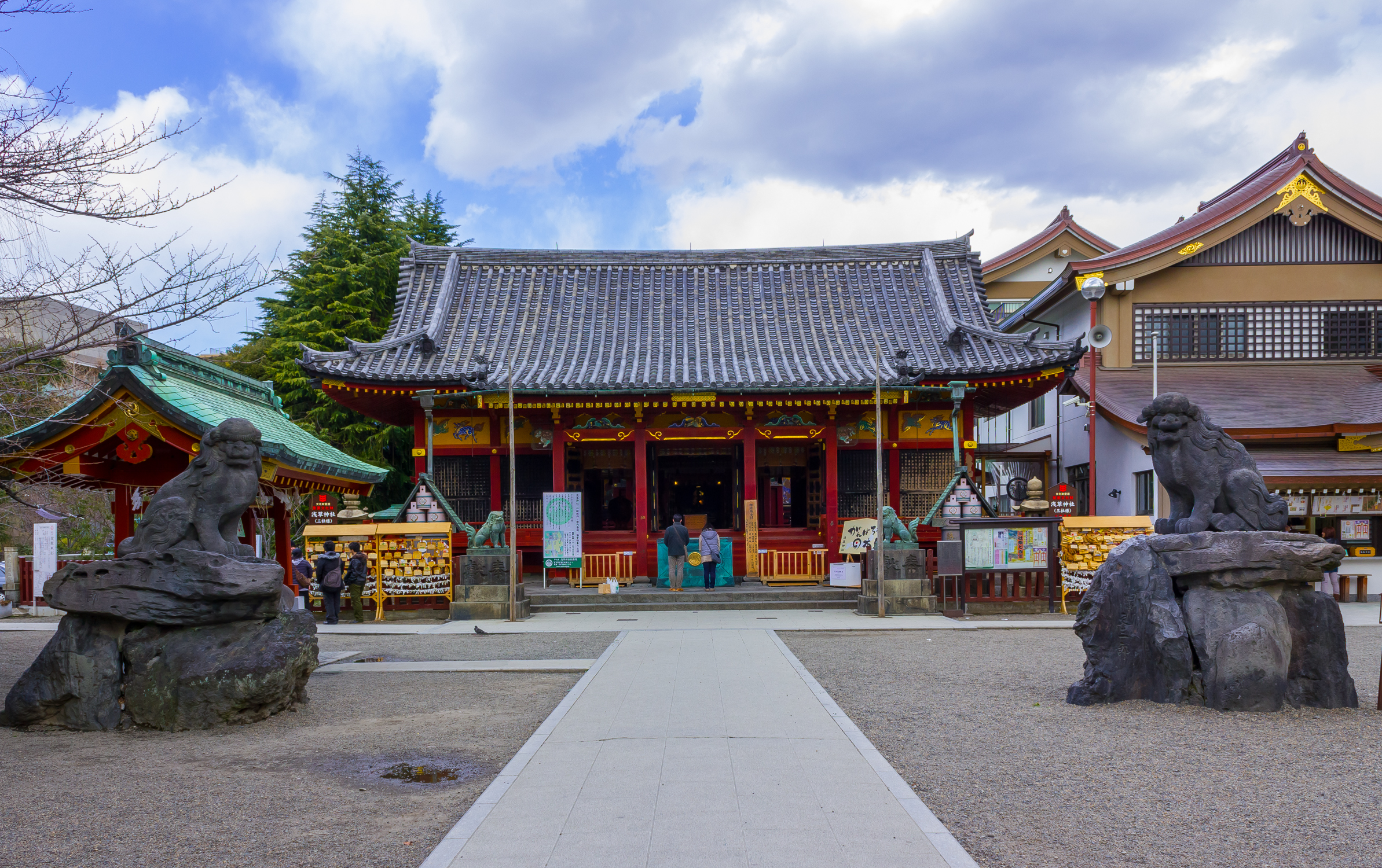
Santuario Asakusa
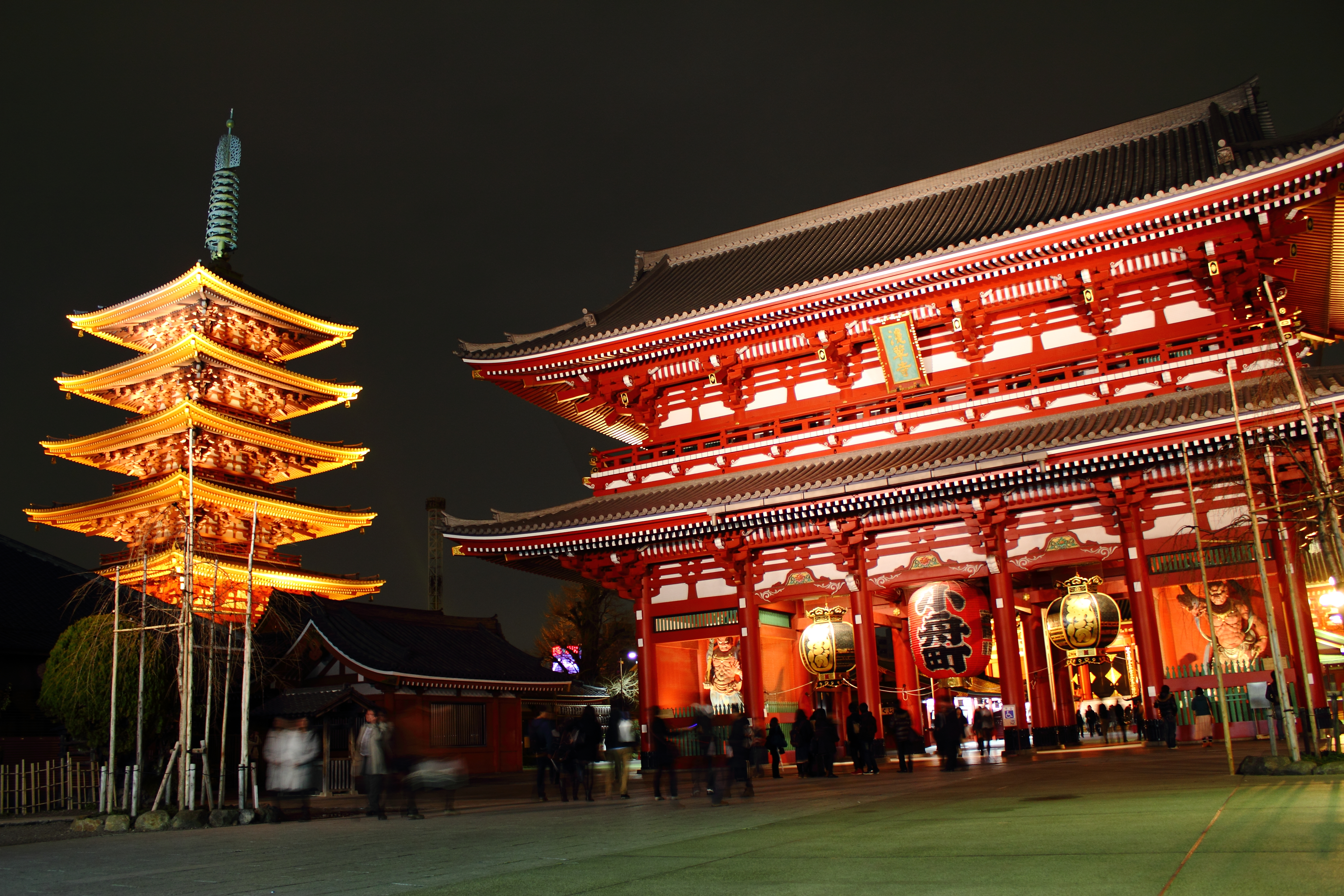
Sensō-ji di notte
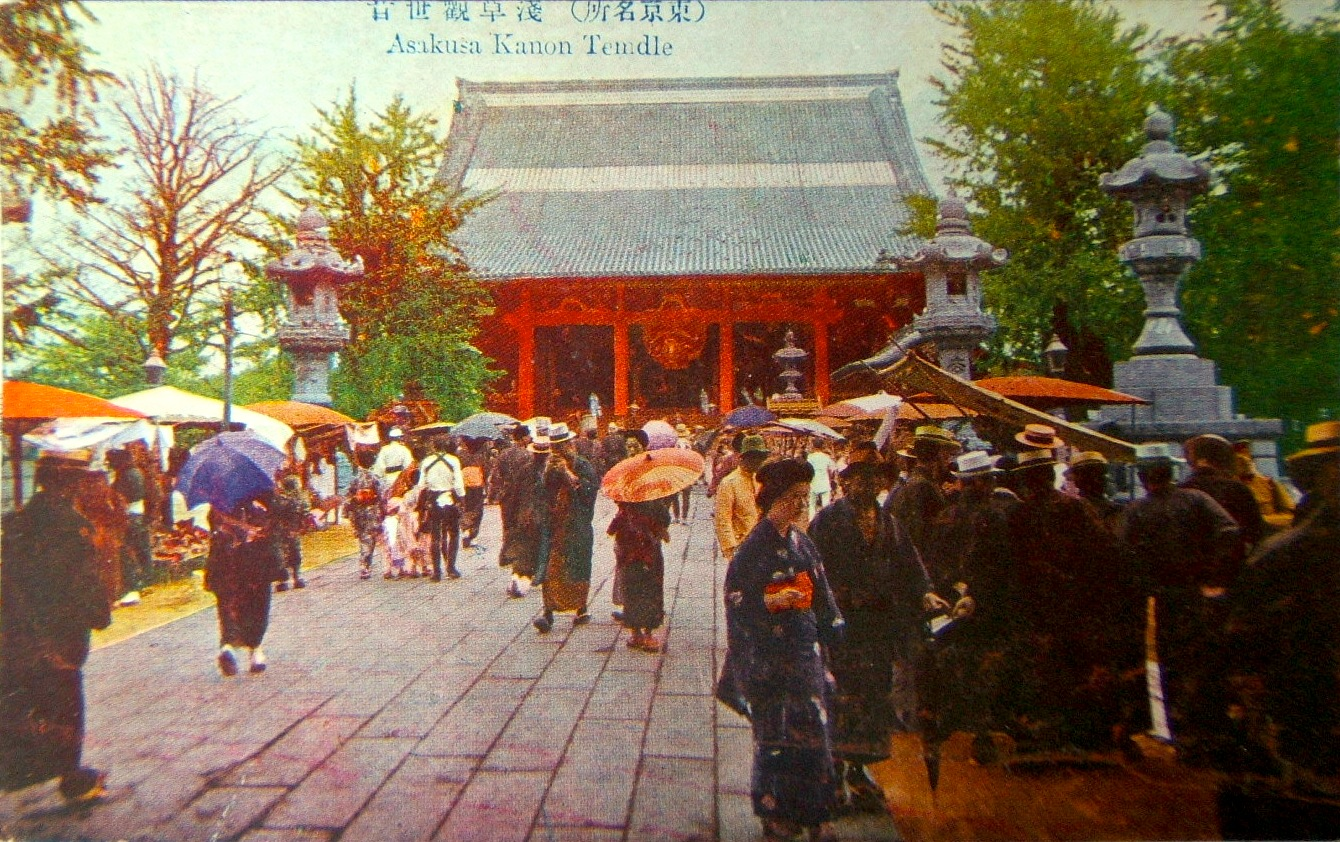
Cartolina di epoca Taishō
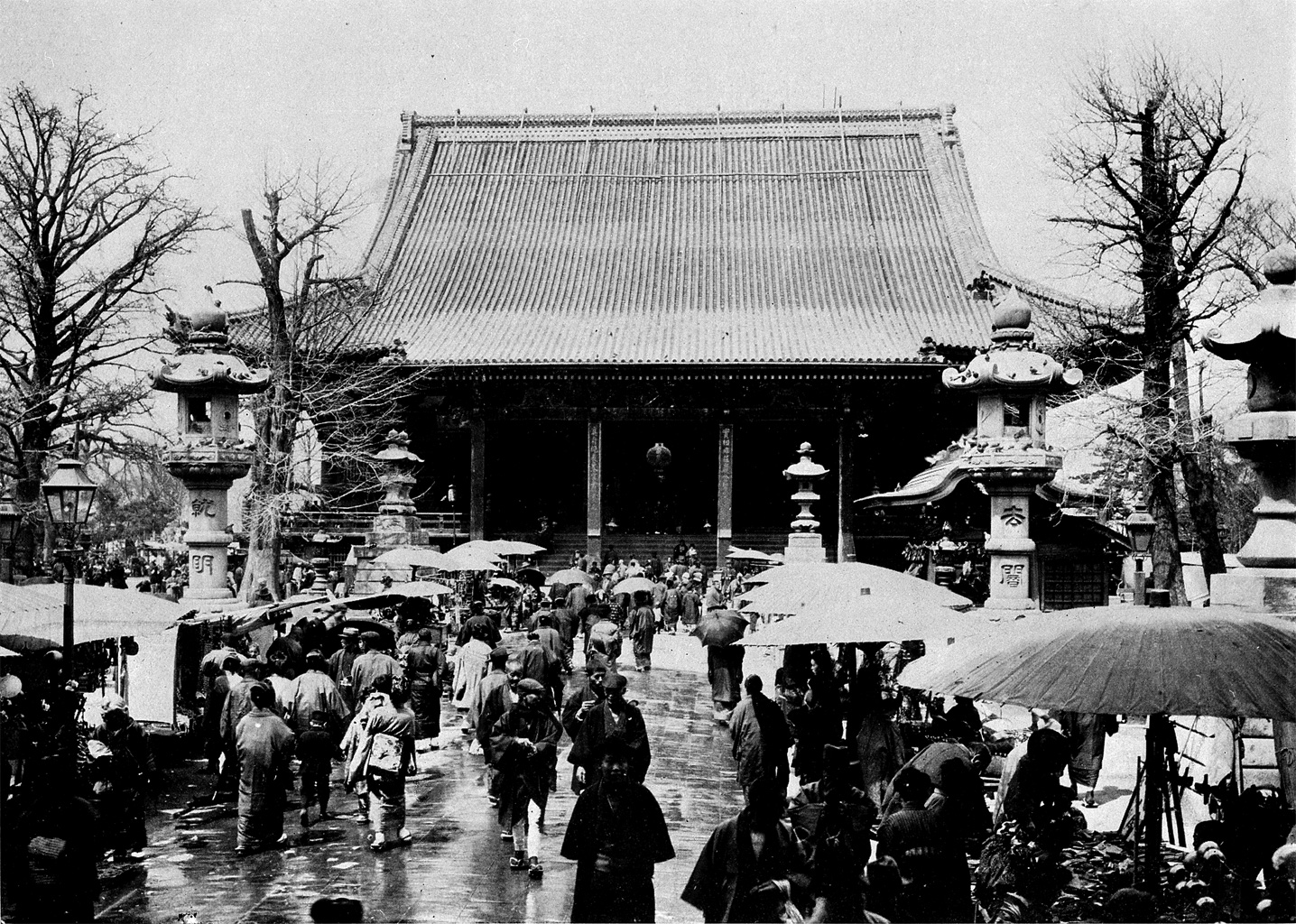
1910
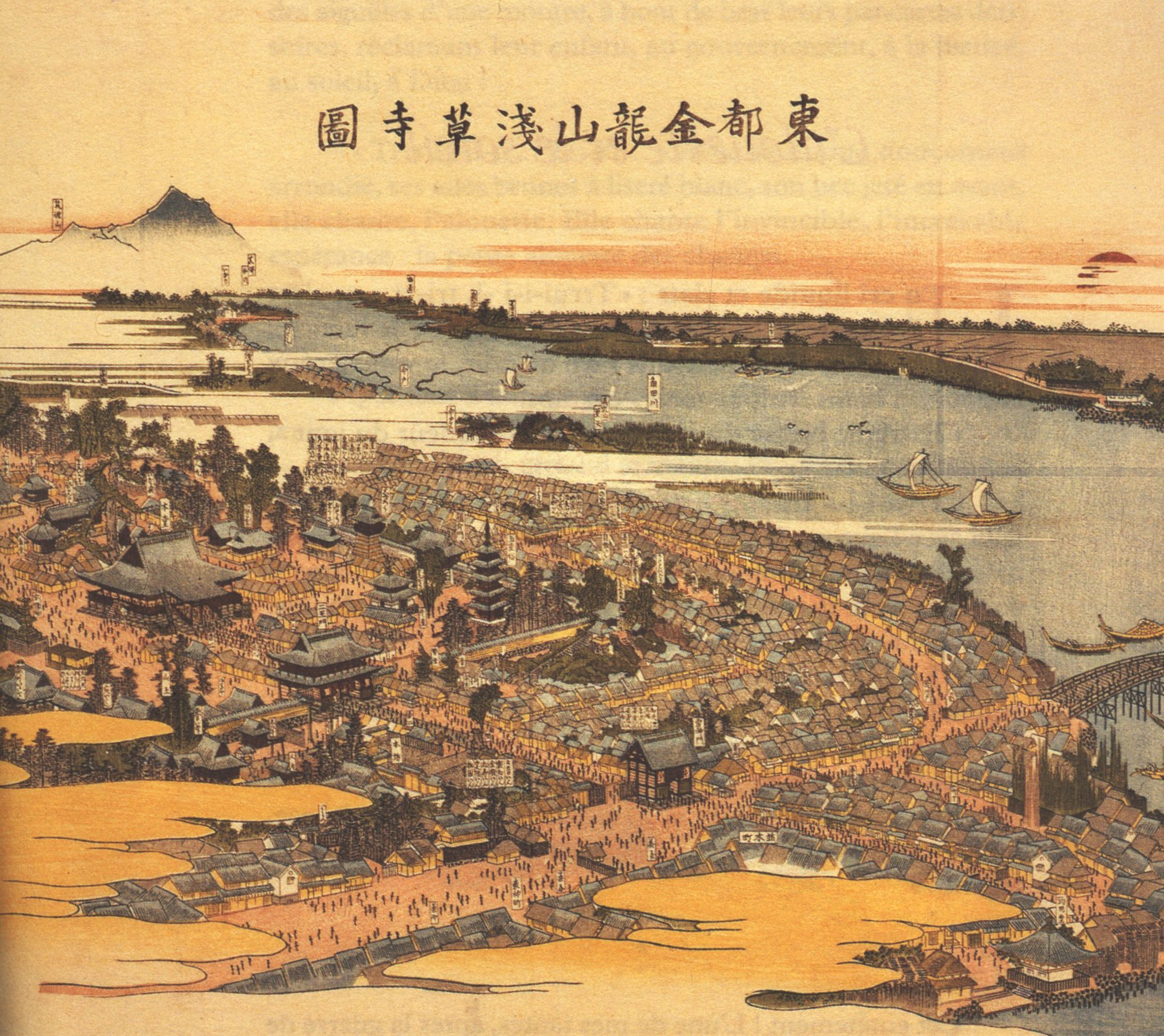
1820
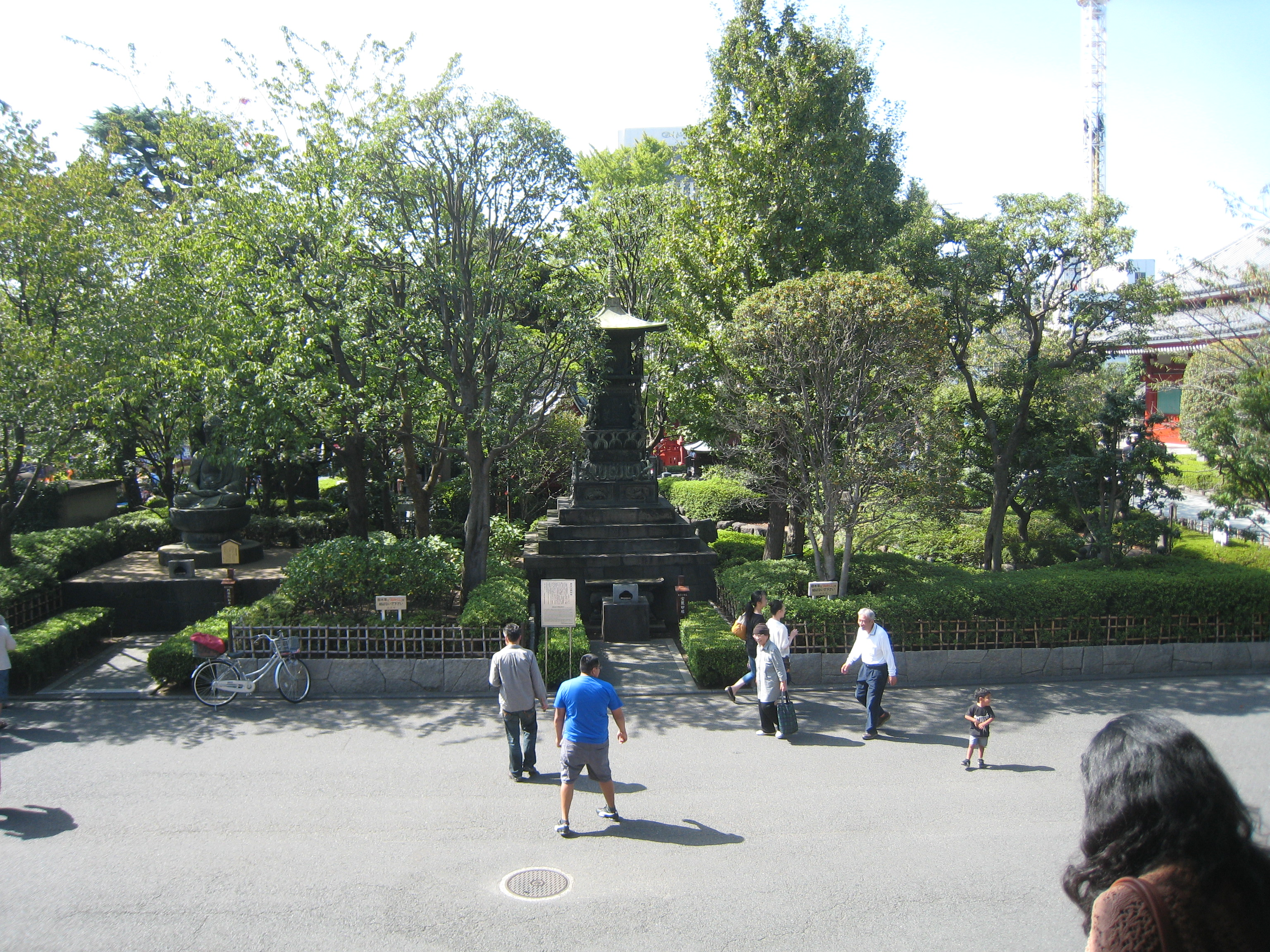
Pagoda Hōkyōin-tō
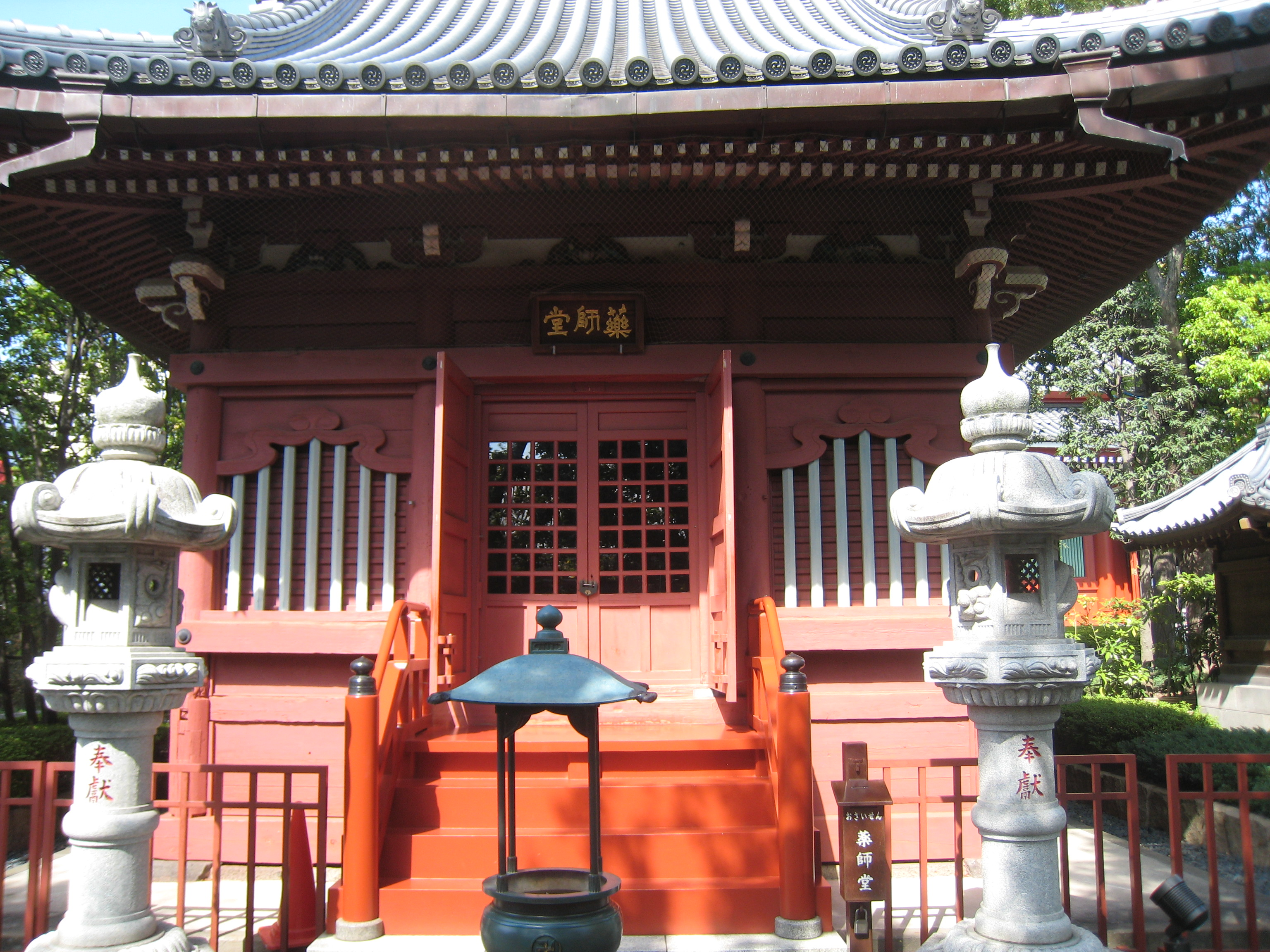
Hashimoto Yakushi-dō
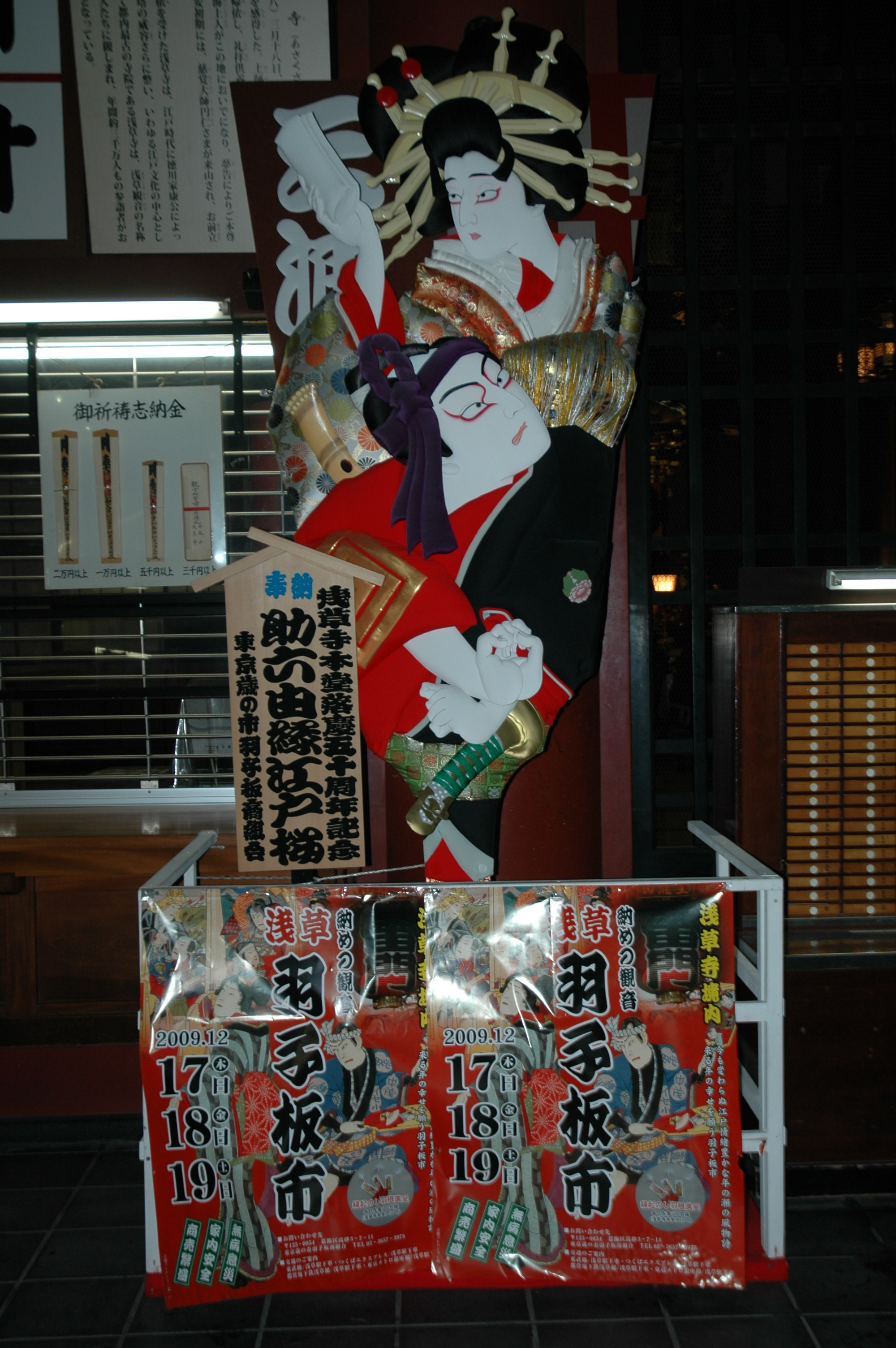
Interno di un tempio